# 瀬上剛
瀬上 剛（せがみ つよし、1960年9月19日 - 、台湾での表記は瀨上剛）は、台湾在住の歯科技工士、タレント。

## 略歴
東京都生まれ。日本大学歯学部附属歯科技工専門学校卒業後の1986年に台湾に移住。台北の「馬偕医院」で歯科技工士として働く。
2004年にJET TVの副社長のすすめで「瀬上剛in台湾」という旅番組の司会を始める。本業は歯科技工士でありタレント活動は副業とのことである。

## 出演番組
- 瀬上剛in台湾（JET TV）